# サクシニビブリオ科
サクシニビブリオ科（サクシニビブリオか、Succinivibrionaceae）は真正細菌のPseudomonadota門ガンマプロテオバクテリア綱アエロモナス目の科の一つである。メンバーはグラム陰性桿菌であり、偏性嫌気性菌である。

## 下位分類（属）
以下にサクシニビブリオ科に属する属を列挙する(2024年8月現在)。

### IJSEMに正式承認された属
- Anaerobiospirillum　アナエロビオスピリルム属

Davis et al. 1976 (IJSEMリストに掲載 1980)、修正　Malnick 1997 (IJSEMリストに掲載 1997)
- Ruminobacter　ルミノバクター属

(ex Sijpesteijn 1949) Stackebrandt & Hippe 1987 (IJSEMリストに掲載 1987)
- Succinatimonas　サクシナチモナス属

Morotomi et al. 2010 (IJSEMリストに掲載 2010)
- Succinimonas　サクシニモナス属

Bryant et al. 1958 (IJSEMリストに掲載 1980)
- Succinivibrio　サクシニビブリオ属

Bryant & Small 1956 (IJSEMリストに掲載 1980)

### IJSEMに未承認の属
- "Candidatus Avisuccinivibrio"

Gilroy et al. 2021 (IJSEMリストに掲載 2022)